# Poldo Sbafini
Poldo Wellington Sbafini (J. Wellington Wimpy), o Poldo Sbaffini nelle storie di produzione italiana, è un personaggio immaginario del fumetto Braccio di Ferro e dei cartoni animati tratti da esso. Apparso per la prima volta in Italia il 28 marzo 1935 col nome di Schiffo Schiffini.

## Ideazione del personaggio
Nell'ideazione del personaggio, E. C. Segar si ispirò al baffuto J. William "Windy Bill" Schuchert, direttore del cinema-teatro di Chester, città in cui da adolescente lavorava come proiezionista. Tra una proiezione e l'altra, Schuchert era solito inviare i suoi dipendenti, tra cui Segar, a comprargli dei panini. Secondo il cartonista Bill Mauldin, il nome Wellington deriva invece dal pittore Wellington J. Reynolds, docente di Segar all'Art Institute of Chicago. Anche la professione di contestato arbitro pugilistico è desunta da un vero arbitro, che dirigeva incontri alla Ocean Park Arena di Los Angeles: contestatissimo ma impassibile e vanaglorioso, egli schivava gli oggetti lanciati dal pubblico.

## Il personaggio
Poldo fa la sua prima apparizione nel 1931, come arbitro, in occasione di incontri pugilistici a cui Braccio di Ferro partecipa. Nella maggior parte delle storie successive in cui compare, Poldo è disoccupato. È un uomo di mezza età dal fisico corpulento che indossa sempre una giacca nera, cravatta rossa e una bombetta marrone. È un tipo alquanto furbo, scroccone, perennemente affamato di hamburger, tanto da esser conosciuto da tutti per i grandi morsi che dà ogni volta che ne ha uno in mano; tuttavia dimostra di essere anche una persona dalle mille risorse e si definisce il migliore amico di Braccio di Ferro. Spesso risulta il personaggio più astuto della comitiva, tanto da essere in (quasi) buone relazioni con la Strega del mare.

## Filmografia
Nei cartoni animati il suo personaggio è semplificato, così come il suo aspetto. Non ha quasi mai avuto un ruolo importante e, per lo più, è stato solo una spalla comica. Nei cortometraggi degli anni Trenta dello Studio Fleischer, Poldo era presente in quasi tutti gli episodi per interpretare almeno una piccola parte. In seguito le sue apparizioni si sono diradate.

## Nella cultura di massa
- La dieta di Poldo: viene citato nella formulazione di un problema informatico.
- Il personaggio, notoriamente ghiotto di hamburger, ha dato il nome alla catena di fast food inglese Wimpy; per lo stesso motivo molte paninoteche italiane usano il nome Poldo.
- Compare nell'ottavo episodio della sesta stagione de I Griffin.
- Compare in due episodi della serie Robot Chicken.